# Exciteret tilstand
En exciteret eller anslået tilstand refererer til et kvantemekanisk system - fx en elektron, et atom, en ion, eller et molekyle - der er i et højere energiniveau end grundtilstanden. Elektron-excitering betegner således overførslen af en bunden elektron til en tilstand, som stadig er bundet, men som også har mere energi. Dette kan ske ved fotoexcitering, hvor elektronen absorberer en foton og får dennes energi eller ved elektrisk excitering, hvor elektronen modtager energi fra en anden energisk elektron. Når en exciteret elektron falder tilbage til et lavere energiniveau gennemgår den relaksation, hvor energiforskellen afgives som en foton (spontan eller stimuleret emission) eller afgives til en anden partikel.